# Bouvelinghem
Bouvelinghem [buvlɛ̃ɡɑ̃] est une commune française située dans le département du Pas-de-Calais en région Hauts-de-France. Ses habitants, au nombre de 255 au recensement de 2022, sont appelés les Bouvelinghemois. La commune est membre de la communauté de communes du Pays de Lumbres.
Le territoire de la commune est situé dans le parc naturel régional des Caps et Marais d'Opale.

## Géographie

### Localisation
Localisée dans le nord-est du département du Pas-de-Calais, Bouvelinghem est une commune située, à vol d'oiseau, à 7 km au nord-ouest de la commune de Lumbres et à 15 kilomètres à l'ouest de Saint-Omer (chef-lieu d'arrondissement et aire d'attraction).
Le territoire de la commune est limitrophe de ceux de cinq communes.
Les communes limitrophes sont Quercamps, Seninghem, Acquin-Westbécourt, Alquines et Coulomby.

### Géologie et relief
La superficie de la commune est de 6,28 km2 ; son altitude varie de 98  à   196 m.

### Hydrographie
La commune est située dans le bassin Artois-Picardie. Elle n'est drainée par aucun cours d'eau,.

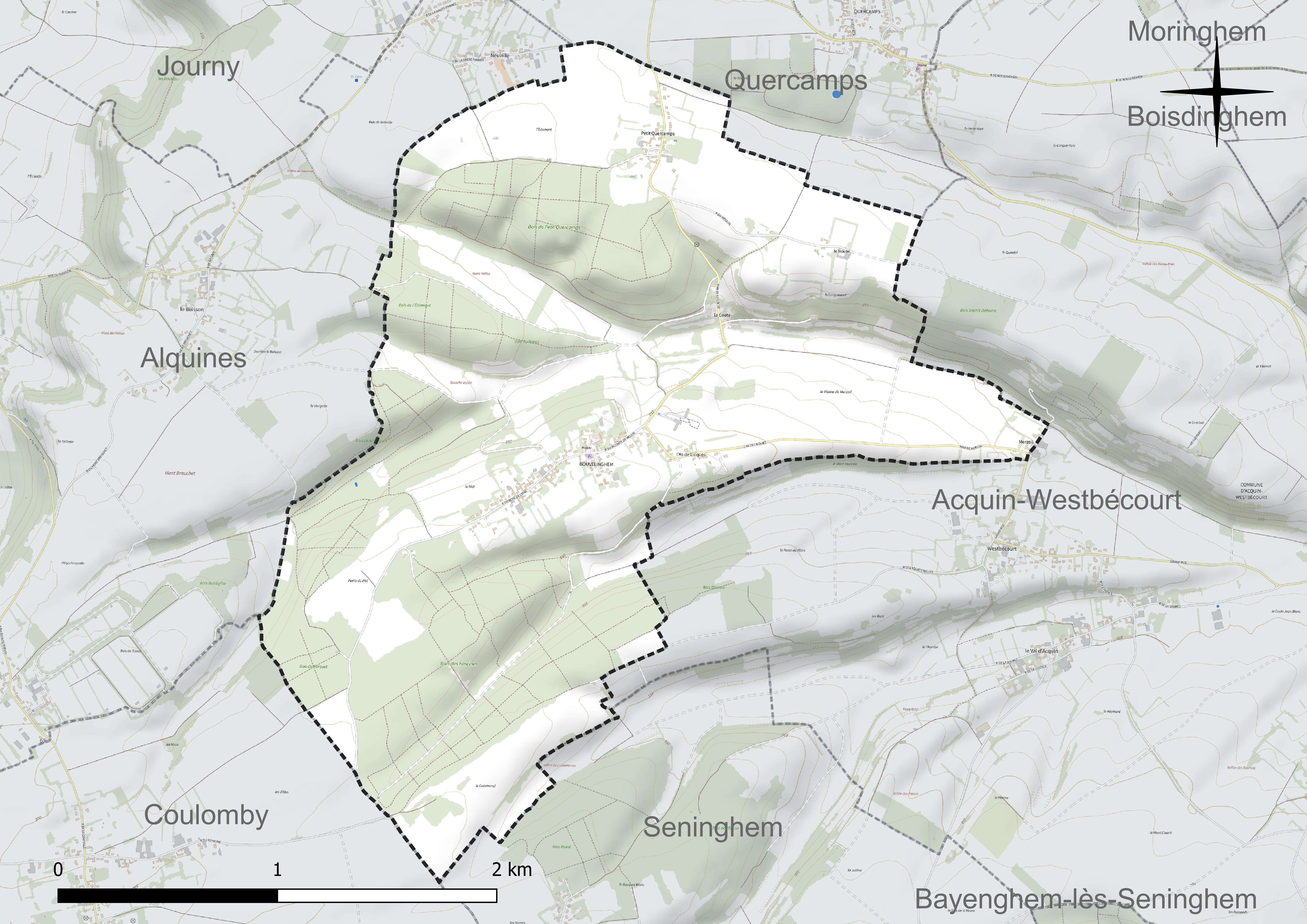
Réseau hydrographique de Bouvelinghem.

### Climat
Pour des articles plus généraux, voir Climat des Hauts-de-France et Climat du Nord-Pas-de-Calais.
En 2010, le climat de la commune est de type climat océanique franc, selon une étude du CNRS s'appuyant sur une série de données couvrant la période 1971-2000. En 2020, Météo-France publie une typologie des climats de la France métropolitaine dans laquelle la commune est exposée à un climat océanique et est dans la région climatique  Côtes de la Manche orientale, caractérisée par un faible ensoleillement (1 550 h/an) ; forte humidité de l'air (plus de 20 h/jour avec humidité relative > 80 % en hiver), vents forts fréquents. 
Pour la période 1971-2000, la température annuelle moyenne est de 9,8 °C, avec une amplitude thermique annuelle de 13,5 °C. Le cumul annuel moyen de précipitations est de 931 mm, avec 13,1 jours de précipitations en janvier et 9,2 jours en juillet. Pour la période 1991-2020, la température moyenne annuelle observée sur la station météorologique la plus proche, située sur la commune de Nielles-lès-Bléquin à 7 km à vol d'oiseau, est de 10,6 °C et le cumul annuel moyen de précipitations est de 976,9 mm,. Pour l'avenir, les paramètres climatiques de la commune estimés pour 2050 selon différents scénarios d'émission de gaz à effet de serre sont consultables sur un site dédié publié par Météo-France en novembre 2022.

### Paysages
Pour un article plus général, voir Paysage en France.
La commune s'inscrit dans les « paysages des coteaux calaisiens et du pays de Licques » tels qu'ils sont définis dans l'atlas de paysages de la région Nord-Pas-de-Calais, conçu par la direction régionale de l'Environnement, de l'Aménagement et du Logement (DREAL),.
Ces « paysages des coteaux calaisiens et du pays de Licques » concernent 56 communes du Pas-de-Calais. Ces paysages s'étendent sur environ 30 km de long (est-ouest) et 15 km de large (nord-sud) et présentent deux sous-ensembles : les coteaux calaisiens au nord et le pays de Licques au sud. Les altitudes de ces paysages varient de 206 m dans le Pays de Licques, à 120 m dans l’ouest des coteaux Calaisiens, près de Guînes, et à 10 m dans l'est, près d'Audruicq.
Ces paysages recouvrent trois entités écopaysagères : les collines guînoises qui constituent le rebord septentrional de l'Artois, l'entité de Bredenarde qui appartient à la plaine maritime flamande, et la cuvette de Licques. Ils sont constitués de 59,70 % de cultures, de 17,30 % de forêts, de 15,11 % de prairies naturelles, permanentes, de 7,45 % d'espaces artificialisés, avec les quatre principales communes que sont Audruicq, Ardres, Guînes et Licques, de 0,27 % d'industries, et de 0,18 % de cours d'eau et plan d'eau.
Les éléments structurants de ces paysages sont la LGV Nord et l'A26, la rivière la Hem qui coule du sud vers le nord-est, les escarpements sur les coteaux du Calaisis et autour du pays de Licques et, d'ouest en est, les différents boisements comme la forêt de Guînes, le bois de l'Abbaye, la forêt de Tournehem et une partie de la forêt d'Éperlecques.

### Milieux naturels et biodiversité

#### Espace protégé
La protection réglementaire est le mode d'intervention le plus fort pour préserver des espaces naturels remarquables et leur biodiversité associée.
Dans ce cadre, la commune fait partie d'un espace protégé : le parc naturel régional des Caps et Marais d'Opale, d'une superficie de 132 499 ha réparties sur 154 communes, géré par le syndicat mixte d'aménagement et de gestion du parc naturel régional des Caps et Marais d'Opale.

#### Zones naturelles d'intérêt écologique, faunistique et floristique
L'inventaire des zones naturelles d'intérêt écologique, faunistique et floristique (ZNIEFF) a pour objectif de réaliser une couverture des zones les plus intéressantes sur le plan écologique, essentiellement dans la perspective d'améliorer la connaissance du patrimoine naturel national et de fournir aux différents décideurs un outil d'aide à la prise en compte de l'environnement dans l'aménagement du territoire.
Le territoire communal comprend une ZNIEFF de type 1 : le complexe de vallées sèches et de bois autour de Bouvelinghem. Cette vaste ZNIEFF, d'une superficie de 1 355 ha, au relief vallonné a les caractéristiques des collines crayeuses du Haut Artois.
et deux ZNIEFF de type 2 : 
- la vallée du Bléquin et les vallées sèches adjacentes au ruisseau d'Acquin. Cette ZNIEFF se situe sur les marges septentrionales du Haut-Pays d'Artois, en bordure des cuestas du Boulonnais et du pays de Licques[16] ;
- la boutonnière de pays de Licques. Cette ZNIEFF, de 17 830 ha, s'étend sur 43 communes[17].

Carte des ZNIEFF de type 1 et 2 sur la commune
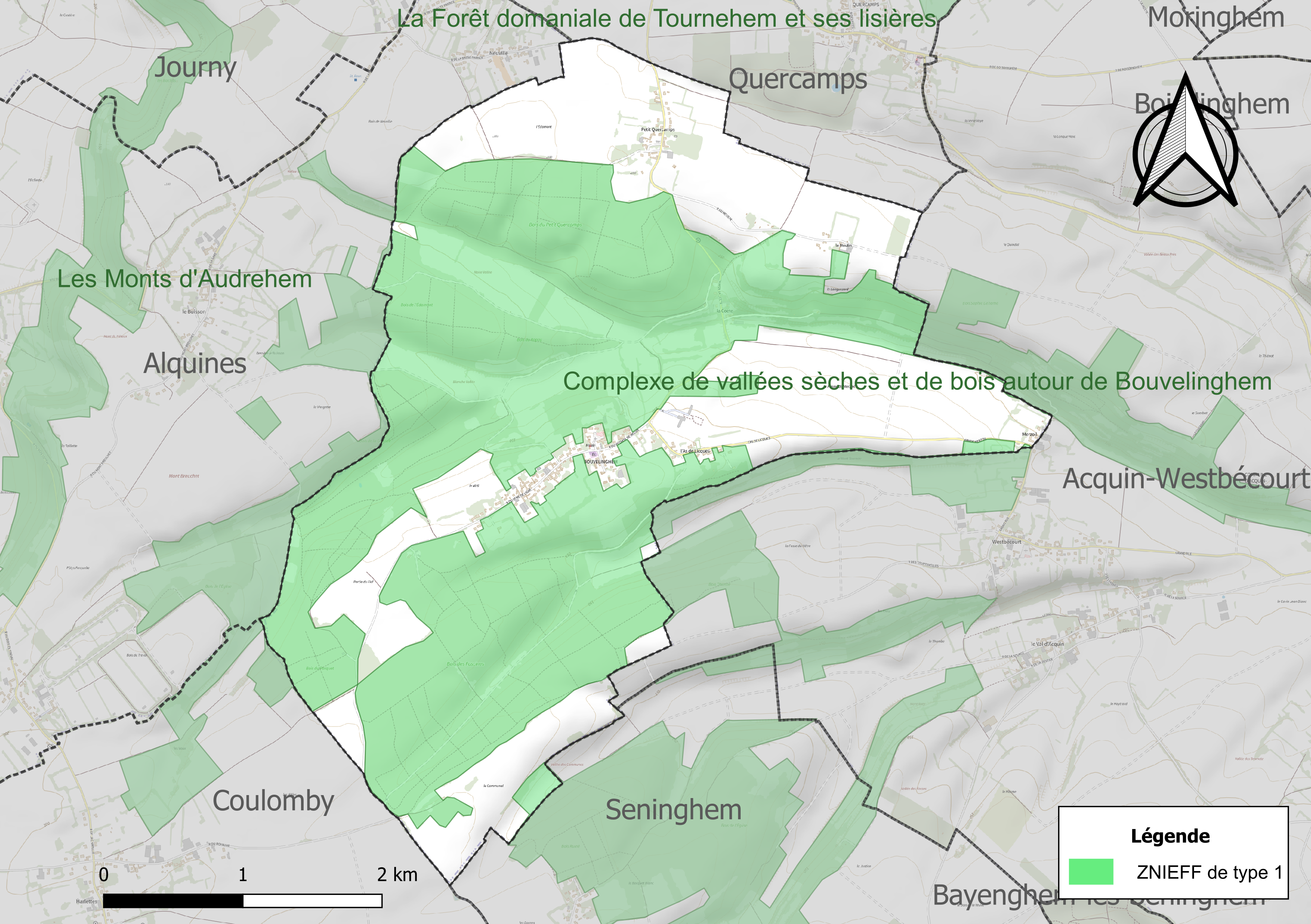
Carte de la ZNIEFF de type 1 sur la commune.
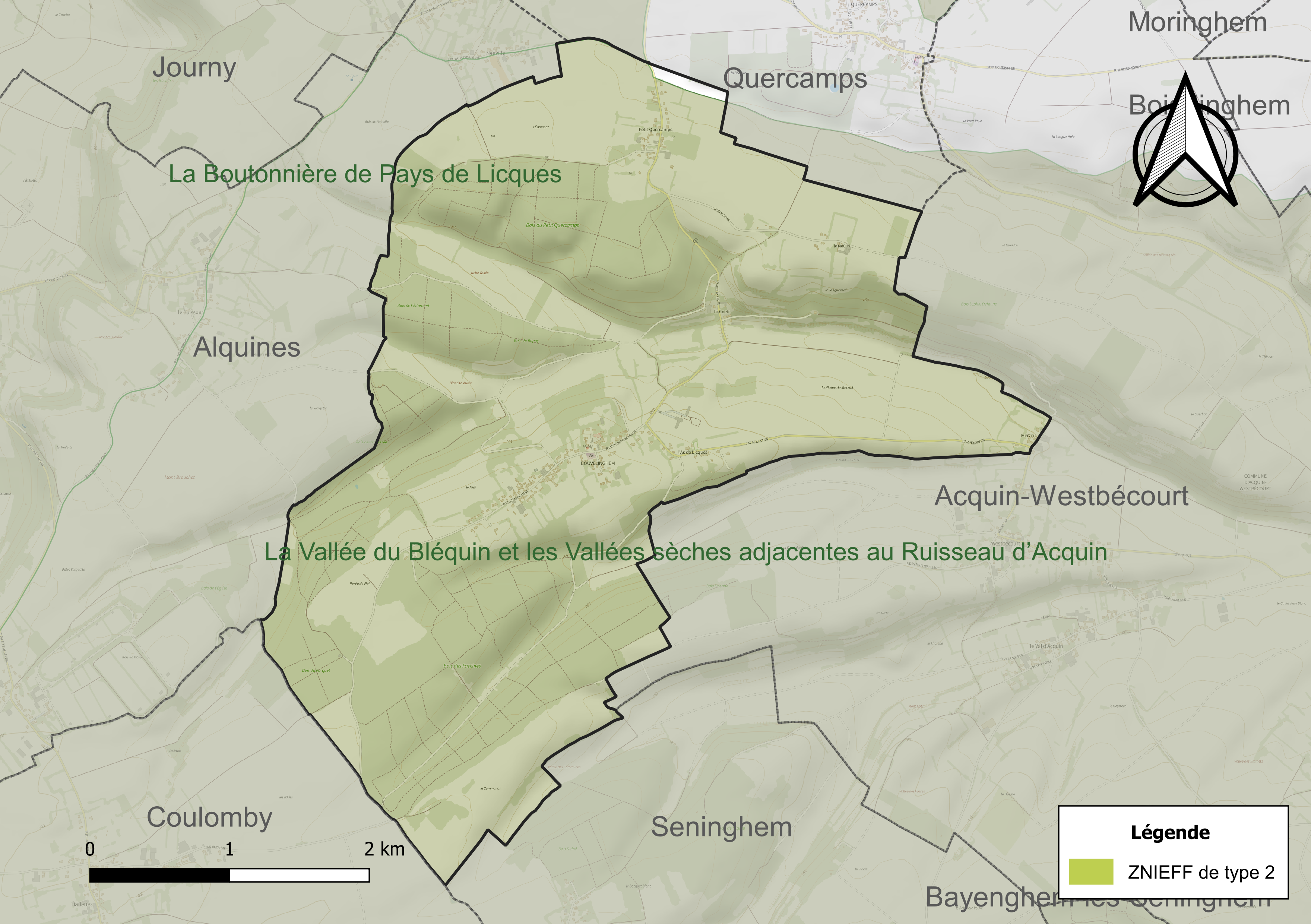
Carte des ZNIEFF de type 2 sur la commune.

#### Site Natura 2000
Le réseau Natura 2000 est un réseau écologique européen de sites naturels d'intérêt écologique élaboré à partir des directives « habitats » et « oiseaux ». Ce réseau est constitué de zones spéciales de conservation (ZSC) et de zones de protection spéciale (ZPS). Dans les zones de ce réseau, les États Membres s'engagent à maintenir dans un état de conservation favorable les types d'habitats et d'espèces concernés, par le biais de mesures réglementaires, administratives ou contractuelles.
Sur la commune, un site Natura 2000 de type B est défini en site d'importance communautaire (SIC) : le coteau de la montagne d'Acquin et les pelouses du val de Lumbres.

## Urbanisme

### Typologie
Au 1er janvier 2024, Bouvelinghem est catégorisée commune rurale à habitat dispersé, selon la nouvelle grille communale de densité à sept niveaux définie par l'Insee en 2022.
Elle est située hors unité urbaine. Par ailleurs la commune fait partie de l'aire d'attraction de Saint-Omer, dont elle est une commune de la couronne,. Cette aire, qui regroupe 79 communes, est catégorisée dans les aires de 50 000 à moins de 200 000 habitants,.

### Occupation des sols
L'occupation des sols de la commune, telle qu'elle ressort de la base de données européenne d'occupation biophysique des sols Corine Land Cover (CLC), est marquée par l'importance des territoires agricoles (60,8 % en 2018), en diminution par rapport à 1990 (61,6 %). La répartition détaillée en 2018 est la suivante : 
terres arables (42,6 %), forêts (39,2 %), prairies (15,9 %), zones agricoles hétérogènes (2,3 %). L'évolution de l'occupation des sols de la commune et de ses infrastructures peut être observée sur les différentes représentations cartographiques du territoire : la carte de Cassini (XVIIIe siècle), la carte d'état-major (1820-1866) et les cartes ou photos aériennes de l'IGN pour la période actuelle (1950 à aujourd'hui).

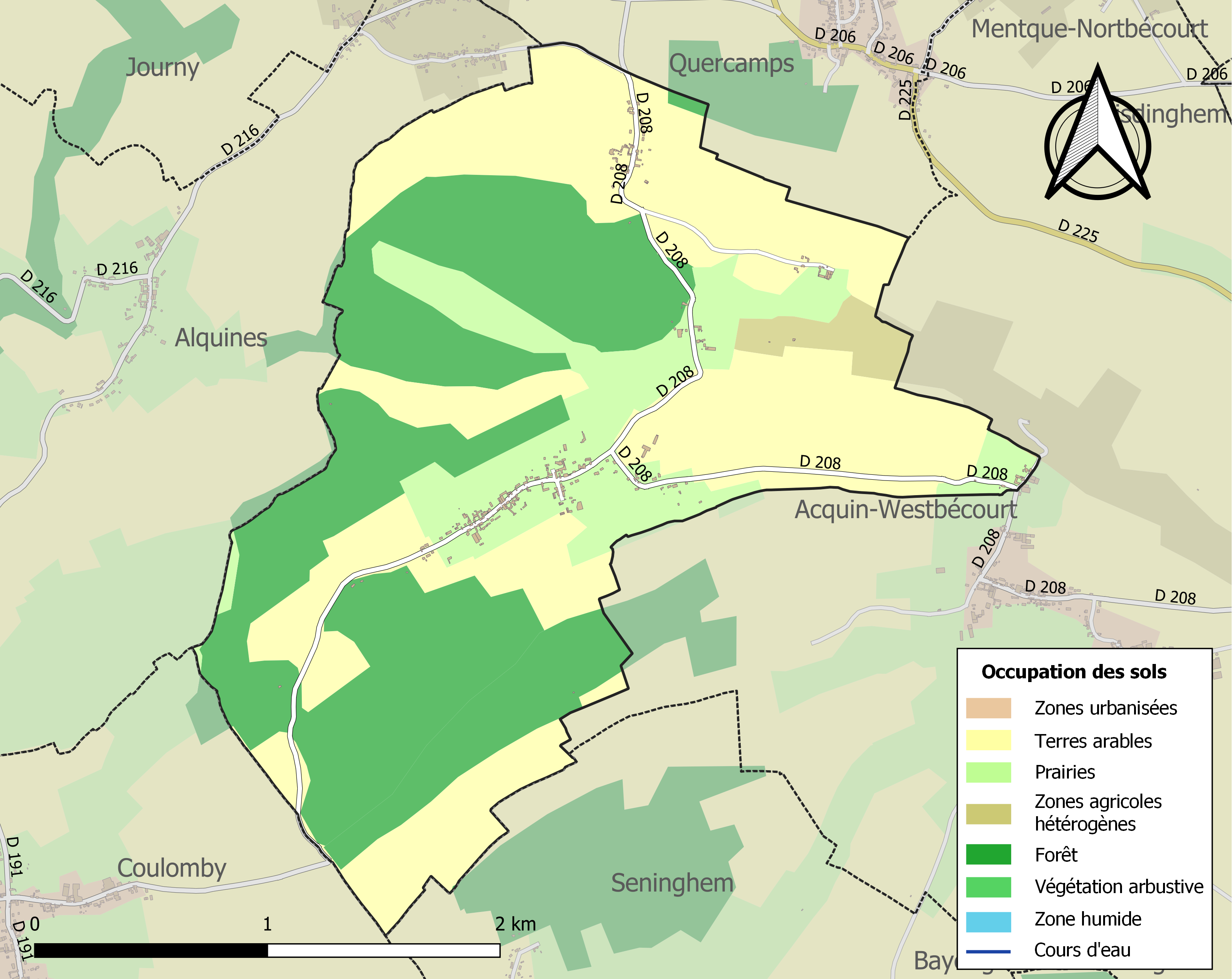
Carte des infrastructures et de l'occupation des sols de la commune en 2018 (CLC).

### Voies de communication et transports

#### Voies de communication
La commune est desservie par la route départementale D 208 et est proche (4 km) de la RN 42 reliant Saint-Omer à Boulogne-sur-Mer.

#### Transport ferroviaire
La commune se trouve à 21 km de la gare de Saint-Omer, située sur les lignes de Lille aux Fontinettes et de Saint-Omer à Hesdigneul, desservie par des trains régionaux du réseau TER Hauts-de-France.

## Toponymie
Le nom de la localité est attesté sous les formes Bovelingeham (1142), Bovlingehem (1145), Bovelingehem (1157), Bouvlinghem (1159-1167), Bouvelinghehem (1164-1171), Bovelinghehem (1199), Bouvelinghem (1249), Bovinghehem (1297), Bovlinghem (XIIIe siècle), Boivlingehem (1300), Bouvlinghem (1313), Bouvehinghem (1449), Bovelinghem (v. 1512), Bowelinghen (1695), Bouvelinghem depuis 1793 et 1801.
Le nom de la commune viendrait de l'anthroponyme germanique Bobilo suivi de -ingen « peuple (de) » + heim « demeure, domaine (de) », donnant « domaine du peuple de Bobilo ».
Bovelingem en flamand.

## Histoire
En 1249, la dîme de Bouvelinghem a été cédée par un dénommé Jacques de Becouth (Becouth pourrait être l'ancien nom de Norbécourt actuellement commune de Mentque-Norbécourt) à l'évêque de Thérouanne pour 60 livres parisis. Jacques de Bécouth détenait cette dîme, considérée comme un fief, en tant que vassal du chevalier Jacques de Bouvelinghem.
En 1273, Thomas sire de Bouvelinghem est un des treize barons du comté de Guînes, la seigneurie de Bouvelinghem étant par ailleurs une des douze pairies du comté.

## Politique et administration

### Découpage territorial
La commune fait partie de l'arrondissement de Saint-Omer du département du Pas-de-Calais, en région Hauts-de-France.

#### Commune et intercommunalités
La commune est membre de la communauté de communes du Pays de Lumbres qui regroupe 36 communes et compte 24 187 habitants en 2021.

#### Circonscriptions administratives
Bouvelinghem fait partie depuis 1801 du canton de Lumbres. Dans le cadre du redécoupage cantonal de 2014 en France, la composition de ce canton change, passant de 33 à 60 communes.

#### Circonscriptions électorales
Pour l'élection des députés, la commune dépend depuis le redécoupage des circonscriptions législatives françaises de 2010 de la Sixième circonscription du Pas-de-Calais.

### Élections municipales et communautaires

#### Liste des maires
| Période                                  | Période      | Identité              | Étiquette | Qualité                                             |
| ---------------------------------------- | ------------ | --------------------- | --------- | --------------------------------------------------- |
| Les données manquantes sont à compléter. |              |                       |           |                                                     |
| mars 2001                                | mars 2008    | Jean-Luc Stoop        |           |                                                     |
| mars 2008                                | avril 2014   | M. Dominique Sénécat  |           |                                                     |
| avril 2014,                              | janvier 2016 | Marie-Paule Lhermitte |           | Démissionnaire                                      |
| avril 2016                               | En cours     | Dominique Sénécat     |           | Producteur fromager Réélu pour le mandat 2020-2026, |

## Équipements et services publics

### Justice, sécurité, secours et défense
La commune dépend du tribunal judiciaire de Saint-Omer, du conseil de prud'hommes de Saint-Omer, de la cour d'appel de Douai, du tribunal de commerce de Boulogne-sur-Mer, du tribunal administratif de Lille, de la cour administrative d'appel de Douai, du tribunal judiciaire de Boulogne-sur-Mer et du tribunal pour enfants de Saint-Omer.

## Population et société

### Démographie
Les habitants de la commune sont appelés les Bouvelinghemois.

#### Évolution démographique
L'évolution du nombre d'habitants est connue à travers les recensements de la population effectués dans la commune depuis 1793. Pour les communes de moins de 10 000 habitants, une enquête de recensement portant sur toute la population est réalisée tous les cinq ans, les populations de référence des années intermédiaires étant quant à elles estimées par interpolation ou extrapolation. Pour la commune, le premier recensement exhaustif entrant dans le cadre du nouveau dispositif a été réalisé en 2004.

En 2022, la commune comptait 255 habitants, en évolution de +21,43 % par rapport à 2016 (Pas-de-Calais : −0,72 %, France hors Mayotte : +2,11 %).
| 1793 | 1800 | 1806 | 1821 | 1831 | 1836 | 1841 | 1846 | 1851 |
| ---- | ---- | ---- | ---- | ---- | ---- | ---- | ---- | ---- |
| 238  | 236  | 223  | 262  | 274  | 288  | 287  | 312  | 298  |

| 1856 | 1861 | 1866 | 1872 | 1876 | 1881 | 1886 | 1891 | 1896 |
| ---- | ---- | ---- | ---- | ---- | ---- | ---- | ---- | ---- |
| 248  | 224  | 238  | 290  | 306  | 314  | 354  | 350  | 362  |

| 1901 | 1906 | 1911 | 1921 | 1926 | 1931 | 1936 | 1946 | 1954 |
| ---- | ---- | ---- | ---- | ---- | ---- | ---- | ---- | ---- |
| 310  | 314  | 300  | 267  | 273  | 263  | 213  | 235  | 181  |

| 1962 | 1968 | 1975 | 1982 | 1990 | 1999 | 2004 | 2006 | 2009 |
| ---- | ---- | ---- | ---- | ---- | ---- | ---- | ---- | ---- |
| 183  | 155  | 179  | 158  | 162  | 142  | 152  | 152  | 234  |

| 2014 | 2019 | 2022 | - | - | - | - | - | - |
| ---- | ---- | ---- | - | - | - | - | - | - |
| 213  | 238  | 255  | - | - | - | - | - | - |

#### Pyramide des âges
En 2018, le taux de personnes d'un âge inférieur à 30 ans s'élève à 33,6 %, soit en dessous de la moyenne départementale (36,7 %). De même, le taux de personnes d'âge supérieur à 60 ans est de 23,5 % la même année, alors qu'il est de 24,9 % au niveau départemental.
En 2018, la commune comptait 110 hommes pour 119 femmes, soit un taux de 51,97 % de femmes, légèrement supérieur au taux départemental (51,5 %).
Les pyramides des âges de la commune et du département s'établissent comme suit.
| Hommes | Classe d’âge | Femmes |
| ------ | ------------ | ------ |
| 0,0    | 90 ou +      | 0,0    |
| 4,4    | 75-89 ans    | 4,0    |
| 18,4   | 60-74 ans    | 20,2   |
| 24,6   | 45-59 ans    | 20,2   |
| 23,7   | 30-44 ans    | 17,7   |
| 9,6    | 15-29 ans    | 13,7   |
| 19,3   | 0-14 ans     | 24,2   |

| Hommes | Classe d’âge | Femmes |
| ------ | ------------ | ------ |
| 0,5    | 90 ou +      | 1,6    |
| 5,6    | 75-89 ans    | 8,9    |
| 16,7   | 60-74 ans    | 18,1   |
| 20,2   | 45-59 ans    | 19,2   |
| 18,9   | 30-44 ans    | 18,1   |
| 18,2   | 15-29 ans    | 16,2   |
| 19,9   | 0-14 ans     | 17,9   |

## Culture locale et patrimoine

### Lieux et monuments
- Le château et la ferme (connue sous le nom d'orphelinat).

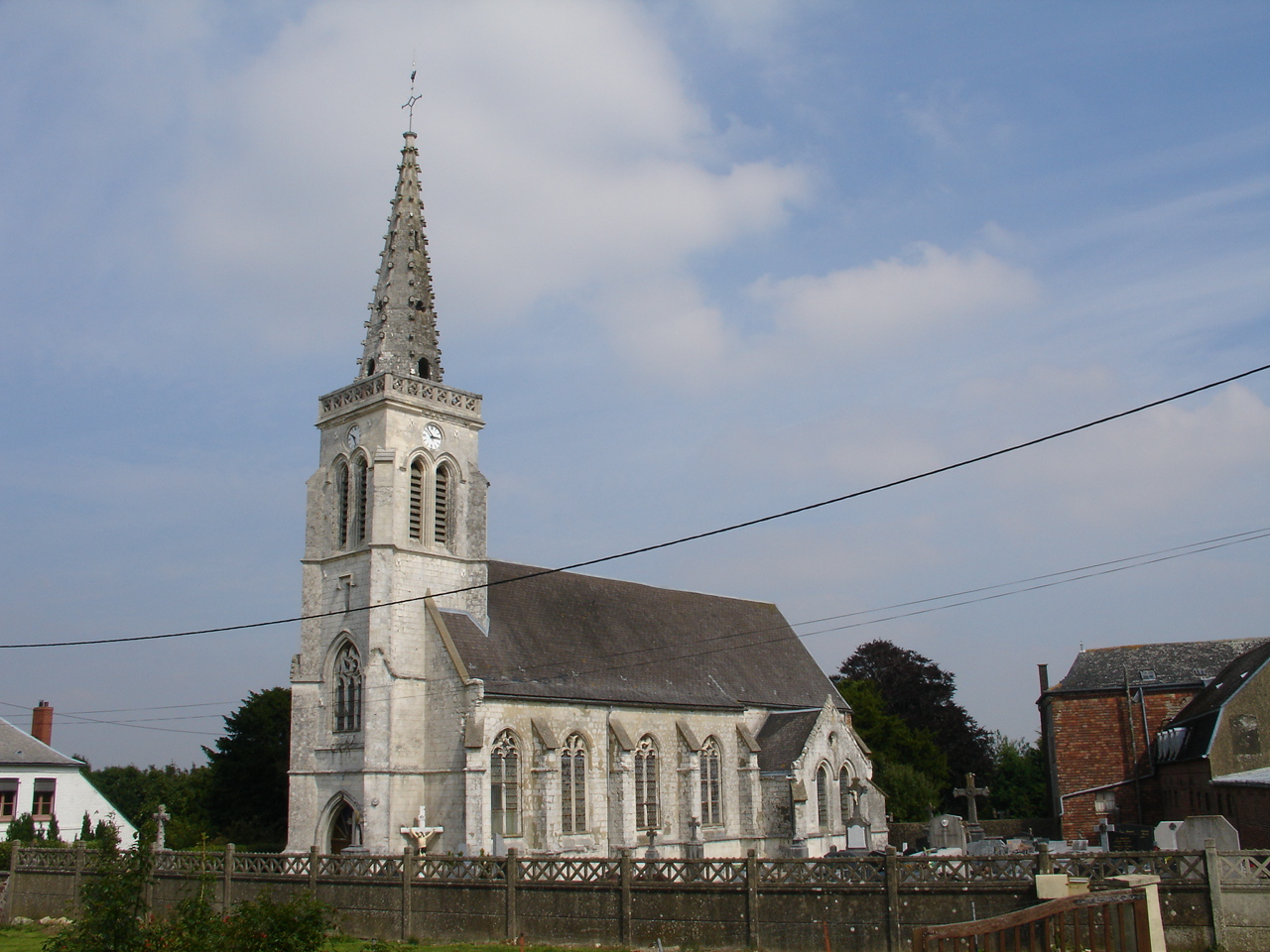
L'église Notre-Dame-de-l'Assomption.
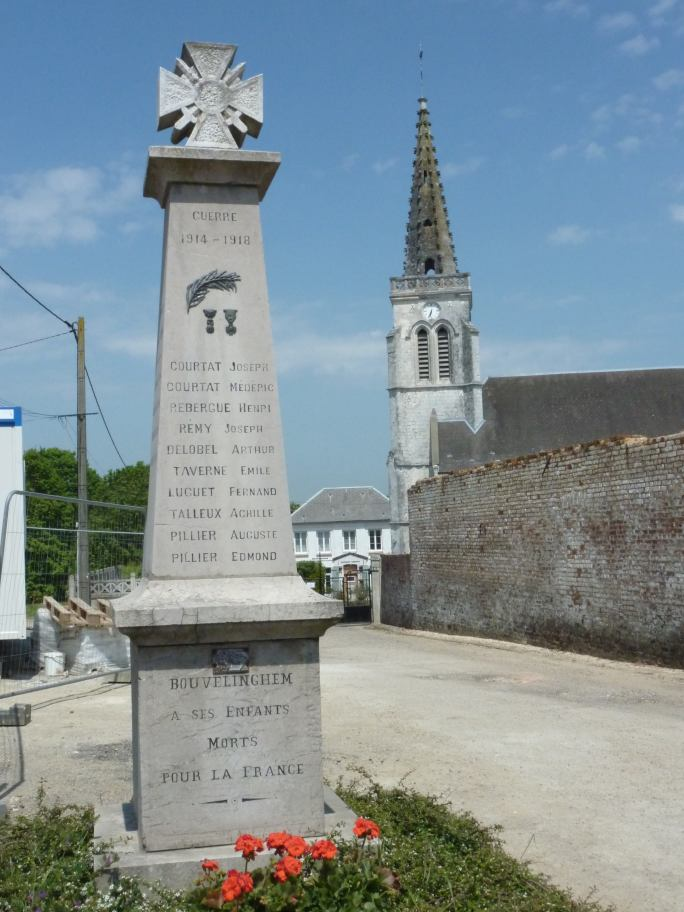
Le monument aux morts[47].

- L'église Notre-Dame-de-l'Assomption.
- Le monument aux morts.

### Héraldique
| Blason de Bouvelinghem | Blason  | D'azur à sept besants d'or ordonnés 3, 3 et 1 ; au chef d'or chargé de trois rocs d'échiquier d'azur. |
| Blason de Bouvelinghem | Détails | Armes de la famille de Melun, auxquelles furent ajoutés trois rocs d'échiquier renvoyant aux armes de la famille de Rochemore, originaire du Languedoc, et qui portait : « d'azur à trois rocs d'échiquier d'argent ». Ces armes ont été relevées en hommage au vicomte Armand de Melun, maire de la commune de 1865 à sa mort en 1877, qui contribua avec son épouse Léonie de Rochemore, à reconstruire la commune et à secourir les habitants après l'incendie qui détruisit le village le 22 mai 1876. Adopté par la municipalité le 29 mars 1996. |

## Pour approfondir